# 18. domobranski pehotni polk (Avstro-Ogrska)
Za druge 18. polke glejte 18. polk.
18. domobranski pehotni polk (izvirno nemško k.k. Landwehr Infanterie Regiment Nr. 18; dobesedno slovensko: Cesarsko-kraljevi deželnobrambovski pehotni polk št. 18) je bil pehotni polk avstro-ogrskega Domobranstva.

## Zgodovina
Polk je bil ustanovljen leta 1889. 

### Prva svetovna vojna
Polkovna narodnostna sestava leta 1914 je bila sledeča: 47% Rutencev, 43% Poljakov in 10% drugih.
Naborni okraj polka je bil v Przemyślu in Sanoku, pri čemer so bile polkovne enote garnizirane v Przemyślu.

## Poveljniki polka
- 1898: Marcell von Mayer[2]
- 1903-1905 – Felix Bonjean
- 1906-1908 – Karl Alexandrowicz
- 1909-1913 – Friedrich Hasch
- 1914: Eduard Bezdiczka[1]